# Zijpe (stroomgat)

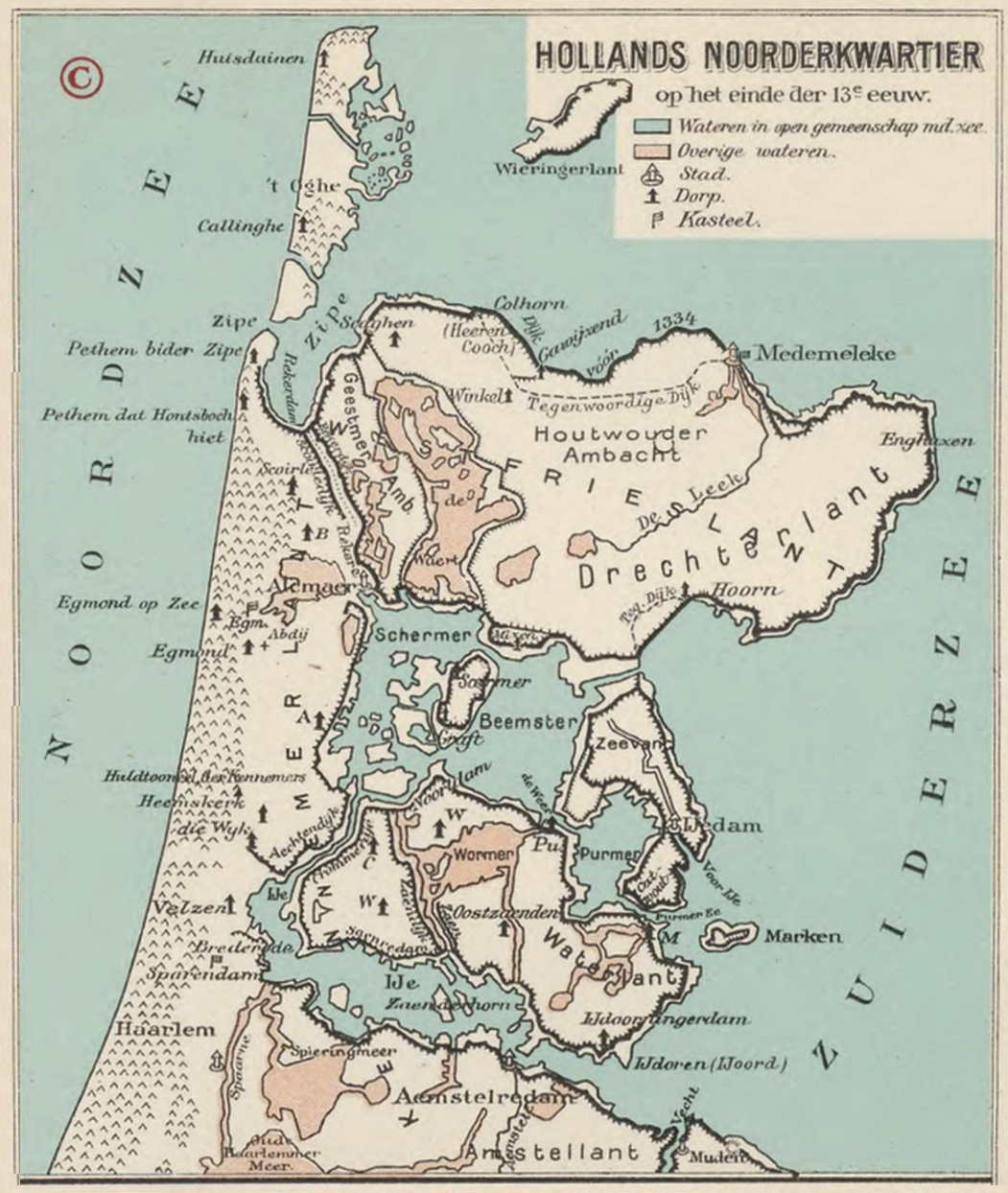
Noord-Holland met het Zijpe (Zipe) aan het eind van de 13e eeuw

Zijpe was een stroomgat in de voormalige gemeente Zijpe, in de provincie Noord-Holland.
Zijpe werd eigenlijk genoemd en geschreven als Sìpe wat een verwantschap heeft aan het woord sijpelen. Later is het vertaald/verbasterd naar Zijpe.
Het gehele stroomgat was geleidelijk ontstaan in de 13e eeuw nadat in 1170 en in 1196 het gebied was overspoeld door de zee. In de jaren daarna "sijpelde" het water verder het gebied in en de zee "sijpelde" zo ook het land langzaam weg. Het stroomgat lag ongeveer tussen Petten en Callantsoog en liep landinwaarts tot aan de Westfriese Zeedijk (onderdeel van Westfriese Omringdijk). Het was een ondiepe zeearm, bij een normale vloed kwam er weinig water doorheen, maar bij westerstorm werd er water doorheen gestuwd en dit bedreigde dan de noordelijke dijk van West-Friesland.
In opdracht van Albrecht van Beieren werd in 1398 de zeearm afgesloten, maar door gebrek aan onderhoud mislukte dit plan uiteindelijk. In de 15e eeuw poogde men het opnieuw maar het duurde tot 1597 voordat het gehele gebied volledig ingepolderd was. De aanzet daarvan was al in 1552 ingezet. De kanunnik en kunstschilder Jan van Scorel wist Nicolaas Nicolai uit Brabant en diens zwager Guillaume Moys Pertszoon uit Antwerpen ervan te overtuigen dat het gebied bedijkt zou kunnen worden. Op 14 mei 1552 werd in opdracht van Van Scorel en consorten door Helico Hubertszoon begonnen met twaalf werkers een dijk te maken. Het project liep echter voor een deel niet naar wens, mede door de voor die tijd uiterst gebrekkige middelen.
Van Scorel besloot advies te vragen aan Andries Vierlingh, een deskundige in waterschapszaken. Deze kwam kijken en schreef later; "Als men mij bij de eerste plannen geraadpleegd had dan had ik de hele onderneming naar mijn beste vermogen ontraden." Na zijn adviezen lukte het toch om het gebied te bedijken. Maar drie jaar na de drooglegging, in de herfst van 1555, brak de zee de dijken en liep het gebied weer vol. Het jaar erop ging landsheer Filips II, zoon van Karel de Vijfde, aan de slag met de bedijking. De bedijking lukte maar weer brak de zee een aantal maal stukken dijk weg, zoals tijdens de Allerheiligenvloed (1570). In 1573 werd de dijk doelbewust doorgestoken om de Spanjaarden tijdens de Tachtigjarige Oorlog te dwingen het beleg van de stad Alkmaar op te geven. Uiteindelijk kwamen er molens en sluizen in het gebied om het droog te maken en droog te houden. In 1597 was de polder definitief drooggelegd.
De Zijpe- en Hazepolder had een oppervlakte van circa 6.500 hectare. De bodem bestond echter voornamelijk uit zand en niet uit vruchtbare klei. Bij verkoop van de grond viel de opbrengst tegen en diverse geldschieters werden geruïneerd.
In het gebied staan nog tien van de molens die het gebied droog hebben gehouden. Een paar van die molens doen nog steeds hun werk. Ook een aantal sluizen bestaat nog, zoals in Zijpersluis en Oudesluis.